# Bảo Lan
Bảo Lan là ca sĩ, nhạc sĩ và là trưởng nhóm nhạc 5 Dòng Kẻ. Cô hiện là Hiệu Phó trường âm nhạc nghệ thuật TedSaigon và là giảng viên của Nhạc Viện Thành phố Hồ Chí Minh. Bảo Lan là nữ nhạc sĩ đầu tiên ở Việt Nam theo đuổi dòng nhạc World Music. Cô đã dẫn dắt nhóm 5 Dòng Kẻ gặt hái nhiều thành công tại thị trường âm nhạc trong và ngoài nước, đưa nhóm 5 Dòng Kẻ trở thành Nhóm nhạc hàng đầu của Việt Nam.

## Sự nghiệp
*Bảo Lan theo học đàn bầu từ năm 5 tuổi. Cô liên tục là đại diện học sinh xuất sắc được nhận học bổng UNICEF và được tuyển chọn lưu diễn nước ngoài. Cô cũng được chọn để đăng hình trong sách giáo khoa giảng dạy cho đàn bầu xuất bản 8/1992.
*Bảo Lan đã sớm bộc lộ niềm đam mê sáng tác khi viết ca khúc “Mẹ yêu dấu” vào năm 12 tuổi. Bài hát nhanh chóng được ghi dấu ấn bằng giải thưởng dành cho tác giả nhỏ tuổi nhất trong cuộc thi sáng tác của báo Hoa học trò. Ở tuổi 13, cô đã viết khoảng 30 ca khúc cho thiếu nhi.
* Năm 1998, khi vẫn còn là sinh viên học đàn bầu, cô đã bắt đầu trở thành ca sĩ solo chuyên hát Tiếng Anh của Hà Nội.
Năm 2000, cô gia nhập nhóm nhạc 5 Dòng Kẻ. Đồng thời cùng nghệ sĩ Paul Zenter ra mắt CD nhạc Jazz kết hợp với đàn bầu "The secret of Soul".
* Năm 2001, Bảo Lan tốt nghiệp Thủ khoa chuyên ngành âm nhạc dân tộc với chính tác phẩm “Ngưng đọng” do cô viết và trình tấu đàn bầu cùng dàn nhạc. Sáng tác này sau đó cũng đã trở thành một trong những lựa chọn của các thí sinh thi concour nhạc cụ dân tộc toàn quốc. Hoạt động trên cả hai lĩnh vực: âm nhạc dân gian cũng như nhạc trẻ, cô gái xinh đẹp này đều ghi được dấu ấn đặc biệt. Cô đã được mời làm nhân vật trang bìa cho nhiều tờ báo thời bấy giờ.
* Năm 2002, Bảo Lan cùng 2 concerto “Sóng Nhất Nguyên “ và " Sóng Trương Chi" viết cho đàn Bầu cùng dàn nhạc giao hưởng của Nhạc sĩ Nguyễn Thiện đạo đã gây nhiều ngạc nhiên cho giới nghệ thuật đương đại.
* Năm 2003, Bảo Lan cùng 5 Dòng Kẻ Nam tiến.  Ngay cuối năm, với ca khúc "Trong Giông mưa chiều” do cô viết trong album Vol 1 “Em”, 5 Dòng Kẻ đã được mời biểu diễn trong Duyên Dáng Việt Nam 13 với tiết mục được cho là đầu tư khá kỹ.  
* Năm 2005, nhóm 5 Dòng Kẻ đoạt giải Mai Vàng trong hạng mục “Nhóm nhạc được yêu thích nhất” với ca khúc “ Cánh Hồng” của Bảo Lan. Đồng thời 5 Dòng Kẻ phát hành album Accapella “Tự Tình Ca” do cô hoà âm toàn bộ. "Tự tình ca" - được báo chí bình chọn là "Album của Năm" (Sinh viên Việt Nam), "Nhóm nhạc của Năm" (Người đẹp Việt Nam) và "Nhóm hát nổi nhất" (Tiền Phong)... Đồng thời giúp 5 Dòng Kẻ được đề cử giải thưởng Ca Sĩ Của Năm (Giải Cống Hiến), trở thành nhóm nhạc đầu tiên được mời lưu diễn tại Mỹ. Với phong cách  Accapella do Bảo Lan hoà âm, 5 Dòng Kẻ đã dành chọn tình cảm của khán giả trong và ngoài nước.
"Đỉnh cao của A cappella không thể không nhắc đến 5 Dòng Kẻ, nhóm nhạc mang làn gió mới mềm mại hơn trong việc định hình A cappella vào nền âm nhạc Việt Nam...Việc sử dụng bộ gõ, âm thanh nhạc cụ mộc đã trở thành một xu hướng mới mẻ, khiến A cappella Việt Nam có hương vị rộn ràng, gần gũi và âm sắc tuyệt vời hơn" (Báo điện tử "Tin nhạc")
* Năm 2006, Bảo lan tiếp tục trình làng ca khúc “Mặt trời ngày mới” trong “Duyên Dáng Việt Nam 19”. Cùng 5DK gặt hái giải thưởng “Ngôi sao Bạch Kim 2006 - Nhóm nhạc được yêu thích nhất”.
* Năm 2007, khi Vol. 3 “CÁNH MẶT TRỜI” ra đời, Bảo Lan đã mạnh dạn hơn khi tham gia thể hiện, sáng tác, phối khí và chịu trách nhiệm sản xuất. Album được đón nhận nồng nhiệt bởi qua nó, 5DK lại một lần nữa bứt phá, chuyển mình cùng xu thế World Music và Newage hiện đại. “CÁNH MẶT TRỜI” được bình chọn là top các album nhạc của năm. Hàng loạt giải thưởng dành được qua album này đã tạo thêm hứng khởi cũng như quyết tâm nỗ lực sáng tạo nghệ thuật của các cô gái 5DK cùng “thủ lĩnh” của họ - nữ Nhạc sĩ Bảo Lan.
  “CÁNH MẶT TRỜI” mang lại cho 5 Dòng Kẻ hàng loạt giải thưởng: “Album nghệ thuật xuất sắc” của hội đồng nghệ thuật “Album Vàng 2008” trao tặng.  Ba giải  thưởng “Nhóm nhạc được yêu thích nhất” ở các hệ thống giải thưởng âm nhạc: Làn sóng xanh 2007, Mai Vàng 2007, Giaidieu Award.  Hai danh hiệu “Nhóm nhạc xuất sắc nhất trong năm” do báo “Đất Mũi” và mạng ca nhạc “Yêu âm nhạc” bầu chọn. Được đề cử ở cả 2 hạng mục “Ca  sĩ của năm” và “Album của năm” của giải Cống hiến 2008 … 
Ca khúc đinh “ĐỘC HUYỀN CẦM” trong CD “Cánh mặt trời” đã thực sự làm nên hiện tượng khi ẵm một lúc cả 3 giải thưởng (ca sĩ thể hiện, sáng tác, phối khí) và trở thành Ca khúc dân gian đương đại nổi bật nhất của năm do Bài Hát Việt trao tặng. Cái tên Bảo Lan đã liên tục có mặt trên các top đề cử giải thưởng nhạc sĩ của năm trong các giải thưởng uy tín. Mạng Vietnamnet bầu chọn cô là một trong 5 gương mặt “Các sao nữ nổi bật năm 2007”. Tạp chí giải trí Điện Ảnh kịch trường cũng giới thiệu chân dung Bảo Lan trong top 10 “Nhân vật ấn tượng năm 2007”.
Trong các chuyến lưu diễn của 5 Dòng Kẻ ở Nhật Bản, Châu Âu hay Mỹ, nhóm đã thực sự bất ngờ, hạnh phúc khi rất nhiều khán giả mến mộ và yêu cầu được nghe, được xem 5 Dòng Kẻ trình diễn “ĐỘC HUYỀN CẦM”.
* Năm 2008: tiếp tục là năm thành công với một loạt giải thưởng của nhóm 5 Dòng Kẻ với album “CÁNH MẶT TRỜI” cùng các sáng tác của Bảo Lan: Album xuất sắc nhất của năm – Giải Album Vàng; Nhóm nhạc được yêu thích nhất - Giải Mai Vàng. Bảo Lan nằm trong danh sách đề cử hạng mục “Nhạc sỹ được yêu thích nhất” -  Giải thưởng “Làn sóng xanh”
* Từ năm 2009 – 2012: Bảo Lan cùng 5 Dòng Kẻ liên tục dinh về các giải thưởng lớn và các đề cử ở hầu hết các giải thưởng uy tín của Việt Nam. Đồng thời họ cùng nhau đi lưu diễn tại rất nhiều nước trên thế giới. Báo chí đã đánh giá nhóm nhạc 5 Dòng Kẻ là nhóm nhạc không có đối thủ, phản ánh một phần công lao không thể thiếu của Bảo Lan với vai trò dẫn dắt chuyên môn.
* Năm 2013: Bảo Lan cùng 5 Dòng Kẻ phát hành Album “YÊU”. Có thể nói đây là một album World Music mang đậm dấu ấn của Bảo Lan bởi cô đứng ở hầu hết các vai trò: Sản xuất, sáng tác, phối khí, ý tưởng văn học, thậm chí cả bấm máy phòng thu. “YÊU” là câu chuyện tình yêu mang nhiều tâm tư tình cảm của Bảo Lan, nó được thể hiện qua  concept 10 ca khúc, trong đó ca khúc “RƠI” đã trở thành hit của 5 Dòng Kẻ và tạo được nhiều ấn tượng cho cả giới chuyên môn và khán giả. Truyền thông đã không ngừng dành cho “YÊU” những lời nói có cánh:
"YÊU của 5 Dòng Kẻ sẽ là một trong số những album quý hiếm của nền âm nhạc đương đại... Chúng ta có quyền hy vọng về một hơi thở mới, văn minh và ăm ắp năng lượng của người viết nhạc Bảo Lan." (ĐẸP)
"Không thỏa hiệp hay chấp nhận sống trong thế giới showbiz mà hào nhoáng có thể khỏa lấp những yếu kém về chuyên môn, nhóm 5 Dòng Kẻ đã và tiếp tục tạo ra một Dòng Chảy Riêng mang tên mình - như một định mệnh!" (Elle)
"Album...YÊU như lời tuyên ngôn của nhóm sẽ tiếp tục tồn tại...bất chấp mọi sóng gió!"
"...5 Dòng Kẻ vẫn giữ được vị thế là một nhóm nhạc số 1 tại Việt Nam" (Duyên Dáng Việt Nam)
"Một album đáng nghe và trân trọng của nhóm nhạc nữ 5 Dòng Kẻ... Ra đời vào đúng thời điểm khán giả yêu nhạc đang khát những sản phẩm có chất lượng. YÊU của 5 Dòng Kẻ có vai trò định hướng như một concept album chuẩn mực, mở rộng từ khái niệm sing-songwriter cho đến tự sản xuất, hòa âm phối khí cho các sáng tác của mình. YÊU xứng đáng là một trong những đĩa nhạc xuất sắc nhất năm nay.."(Esquire)
“Theo đánh giá của giới chuyên môn, YÊU là một trong những album nhạc Việt nổi bật nhất trong năm nay. Đây là minh chứng cho nỗ lực và đam mê nghệ thuật không ngừng nghỉ của 5 Dòng Kẻ dù bây giờ họ bắt đầu hoạt động với "đội hình" mới - chỉ có 3 thành viên." (News Line2day)
"...5 Dòng Kẻ - một trong những nhóm nhạc nổi tiếng tại Việt Nam đã cho ra đời MV "Rơi" và nhận được sự đánh gía rất cao từ những nhà phê bình chuyên môn và khán giả. Đây là một trong những minh chứng tiêu biểu cho sự chuyển mình tích cực của nhạc Việt. Hy vọng trong thời gian tới, thị trường nhạc Việt sẽ có nhiều sản phẩm thật chất lượng để nâng tầm vị thế nền âm nhạc Việt Nam trên thị trường âm nhạc quốc tế" (Yo!News)
" Họ không chỉ là nhóm nhạc nữ thành công nhất trong lịch sử âm nhạc Việt Nam bởi tài năng và sự ảnh hưởng của mình. 5 Dòng Kẻ có thể được xem là đại diện xuất sắc nhất và hiếm hoi của World Music Việt khi đã thổi được hồn cốt dân tộc vào âm nhạc, mà không bị hòa tan hoặc vay mượn quá nhiều từ nền văn minh âm nhạc Tây Phương" (HN&PL Cuối Tuần)

Top 3: Những đĩa nhạc Việt Nam đáng nghe nhất trong năm 2013.
* Năm 2014: Album “YÊU” đưa 5 Dòng Kẻ vào bảng đề cử hạng mục “Album của năm” và hạng mục “Nhạc sĩ của năm” cho bảo Lan.
* Năm 2016:  Bảo Lan chính thức ra mắt giới truyền thông trên cương vị Phó hiệu trưởng, Trưởng khoa Âm nhạc Hiện đại của Trường Nghệ thuật TED SAIGON.
* Năm 2017: Ca khúc “Music Beats As One”- Trái Tim Âm Nhạc của Bảo Lan được chọn làm bài hát chủ đạo cho Liên Hoan Hợp Xướng Quốc Tế “Âm nhạc không biên giới”.  Ca khúc ca khúc "Rơi" (phát hành trong album Yêu năm 2013) lọt vào danh sách "10 ca khúc Việt Nam đáng nghe nhất trong một thập kỷ qua" do báo Sóng Nhạc bình chọn.
*Năm 2022: Bảo Lan tốt nghiệp thủ khoa Thạc sĩ, chuyên ngành Nghệ Thuật Biểu Diễn tại Nhạc Viện TP HCM.

## Danh sách đĩa nhạc

### Album phòng thu
- Em (2003)
- Tự tình ca (2005)
- Cánh mặt trời (2007)
- Yêu (2013)

### Album khác
- Một thập kỷ ca hát (2010)

## Giải thưởng:
- Album Vol.2 “Tự tình ca” của 5 Dòng Kẻ (2005) do Bảo Lan hòa âm toàn bộ theo thể loại Acapella - được báo Sinh Viên Việt Nam bình chọn là 1 trong 5 Album nhạc của năm.
- Ca khúc “Cánh hồng”: đem lại cho nhóm 5 Dòng Kẻ danh hiệu Nhóm nhạc được yêu thích nhất (Giải Mai Vàng 2005).
- Ca khúc "Độc Huyền Cầm": lập Hattric trong “Bài Hát Việt 2007” với 3 giải thưởng: Bài hát của tháng - Ca sĩ thể hiện xuất sắc nhất  - Phối khí hiệu quả nhất, dành giải thưởng của năm cho Ca khúc dân gian đương đại nổi bật.
- Top 10 ca khúc V-pop được download nhiều nhất (thống kê của báo Thế giới học đường). Dành vị trí dẫn đầu (tháng 12/2007) trong Bảng xếp hạng Làn Sóng Xanh các ca khúc Việt được yêu thích.
- Một trong mười Nhân vật ấn tượng năm 2007 do tạp chí Điện Ảnh Kịch Trường bình chọn.
- Nằm trong Top 5 đề cử Nhạc sĩ của năm - Giải Mai Vàng 2007.
- Nằm trong Top 5 Các “sao” nữ nổi bật năm 2007 (do Báo điện tử Vietnamnet bình chọn).
- Được đề cử hạng mục Nhạc sĩ được yêu thích nhất của giải thưởng Làn sóng xanh 2008.
- Được đề cử hạng mục Nhạc sĩ của năm của giải thưởng Cống Hiến 2014.
- Đã tham gia làm Giám khảo, giảng viên, bình luận và cố vấn cho các chương trình âm nhạc có uy tín như: The Voice, The X - Factor, Bài hát Việt, Sao Mai, Tiếng hát truyền hình, Cặp đôi hoàn hảo, Trời sinh một cặp, Giai điệu tự hào, Những bài hát còn xanh, Tuổi đời mênh mông, Vũ điệu xanh, Tiếng hát học đường, Đồ Rê Mí, Song ca cùng thần tượng, Hot V Teen, Sáng bừng sức sống …
- Các ca khúc được biết đến: Độc Huyền Cầm, Rơi, Cánh Hồng, Trái Tim Âm Nhạc, Cánh Mặt Trời, Đôi Cánh, Chàng Hát Rong,Trong Giông Mưa Chiều…

## Đời tư
Bảo Lan sinh ngày 8 tháng 11 năm 1979 tại Hà Nội, trong gia đình có truyền thống nghệ thuật. Chị gái của Bảo Lan là Tiến sĩ Nguyễn Mỹ Hạnh, tốt nghiệp thủ khoa chuyên ngành Lý luận- Sáng tác- Chỉ huy tại Nhạc viện Hà Nội, hiện là Giám Đốc Nhạc viện Thành phố Hồ Chí Minh.